# 丁柚井
丁柚井（：／ Jeong Yu-jeong，1966年8月15日—），韩国作家，作品有《射向我心脏》（내 심장을 쏴라）、《七年之夜》（7년의 밤）、《28天》、《物种起源》（종의 기원）等。

## 获奖
- 내 인생의 스프링 캠프 第一届世界青少年文学奖
- 射向我心脏 第五届世界文学奖

## 作品
- 열한살 정은이（2000年8月 光明世界出版社）
- 이별보다 슬픈 약속（2002年5月 光明世界出版社）
- 마법의 시간（2004年2月 光明世界出版社）
- 내 인생의 스프링 캠프（2007年7月 飞龙沼出版社）
- 射向我心脏（2009年5月 银杏出版社）
- 七年之夜（2011年3月 银杏出版社）
  - 陆版 2015年6月 天津人民出版社
- 28天（28）（2013年6月 银杏出版社）
  - 陆版 2015年4月5日 东方出版社
- (정유정의)히말라야 환상방황（2014年4月 银杏出版社）
- 物种起源（2016年5月 银杏出版社）
  - 陆版 国文出版社
- 정유정, 이야기를 이야기하다.（2018年6月 银杏出版社）
- 진이, 지니（2019年5月 银杏出版社）
- 完全的幸福（暂译）（완전한 행복）（2021年6月 银杏出版社）
  - 陆版 2023年9月预定 磨铁文化大鱼读品（发行）